# M'Chouneche
M'Chouneche è un comune dell'Algeria, situato nella provincia di Biskra.